# Steninge socken
Steninge socken i Halland ingick i Halmstads härad, ingår sedan 1974 i Halmstads kommun i Hallands län och motsvarar från 2016 Steninge distrikt.
Socknens areal är 18,62 kvadratkilometer, varav 18,53 land. År 2000 fanns här 874 invånare. En del av tätorten Steninge och Steninge kyrkby med sockenkyrkan Steninge kyrka ligger i socknen. 

## Administrativ historik
Steninge socken har medeltida ursprung.
Vid kommunreformen 1862 övergick socknens ansvar för de kyrkliga frågorna till Steninge församling och för de borgerliga frågorna till Steninge landskommun.  Landskommunen inkorporerades 1952 i Harplinge landskommun som sedan 1974 uppgick i Halmstads kommun.
1 januari 2016 inrättades distriktet Steninge, med samma omfattning som församlingen hade 1999/2000.  
Socknen har tillhört fögderier och domsagor enligt Halmstads härad. De indelta båtsmännen tillhörde Södra Hallands första båtsmanskompani.

## Geografi och natur
Steninge socken ligger vid kusten mellan Halmstad och Falkenberg. Socknen är bördig kustslätt mellan skogklädda åsar.
Det finns två naturreservat i socknen: Skipås och Steningekusten som båda delas med Eftra socken i Falkenbergs kommun ingår båda i EU-nätverket Natura 2000.
En sätesgård var Skipås säteri.

## Fornlämningar
Från stenåldern finns boplatser och en hällkista, från bronsåldern finns gravrösen och från järnåldern finns stensättningar och resta stenar.

## Namnet
Namnet (1355 Steningä) kommer från kyrkbyn. Efterleden är inge, 'inbyggare'. Förleden sten.

## Befolkningsutveckling
| Befolkningsutvecklingen i Steninge socken 1750–1990                                                     | Befolkningsutvecklingen i Steninge socken 1750–1990 | Befolkningsutvecklingen i Steninge socken 1750–1990 | Befolkningsutvecklingen i Steninge socken 1750–1990 | Befolkningsutvecklingen i Steninge socken 1750–1990 |
| --- | --------------------------------------------------- | --------------------------------------------------- | --------------------------------------------------- | --------------------------------------------------- |
| |                                                     |                                                     |                                                     |                                                     |
| År |                                                     |                                                     | Folkmängd                                           |                                                     |
| 1750 | 1750                                                |                                                     | 249                                                 |                                                     |
| 1760 | 1760                                                |                                                     | 244                                                 |                                                     |
| 1780 | 1780                                                |                                                     | 276                                                 |                                                     |
| 1790 | 1790                                                |                                                     | 309                                                 |                                                     |
| 1800 | 1800                                                |                                                     | 272                                                 |                                                     |
| 1810 | 1810                                                |                                                     | 260                                                 |                                                     |
| 1820 | 1820                                                |                                                     | 287                                                 |                                                     |
| 1830 | 1830                                                |                                                     | 325                                                 |                                                     |
| 1840 | 1840                                                |                                                     | 358                                                 |                                                     |
| 1850 | 1850                                                |                                                     | 419                                                 |                                                     |
| 1860 | 1860                                                |                                                     | 487                                                 |                                                     |
| 1870 | 1870                                                |                                                     | 484                                                 |                                                     |
| 1880 | 1880                                                |                                                     | 628                                                 |                                                     |
| 1890 | 1890                                                |                                                     | 632                                                 |                                                     |
| 1900 | 1900                                                |                                                     | 646                                                 |                                                     |
| 1910 | 1910                                                |                                                     | 568                                                 |                                                     |
| 1920 | 1920                                                |                                                     | 476                                                 |                                                     |
| 1930 | 1930                                                |                                                     | 433                                                 |                                                     |
| 1940 | 1940                                                |                                                     | 417                                                 |                                                     |
| 1950 | 1950                                                |                                                     | 437                                                 |                                                     |
| 1960 | 1960                                                |                                                     | 361                                                 |                                                     |
| 1970 | 1970                                                |                                                     | 340                                                 |                                                     |
| 1980 | 1980                                                |                                                     | 652                                                 |                                                     |
| 1990 | 1990                                                |                                                     | 776                                                 |                                                     |
| Anm: Källor: Umeå universitet - Tabellverket 1749-1859, Demografiska databasen, CEDAR, Umeå universitet |                                                     |                                                     |                                                     |                                                     |